# Conus aliwalensis
Conus aliwalensis é uma espécie de caracol do mar, um gastrópode marinho molusco na família Conidae, os caracóis de cone, conchas ou cones.